# 迈克尔·蒂皮特
迈克尔·肯普·蒂皮特爵士，OM，CH，CBE（英語：Sir Michael Kemp Tippett，1905年1月2日—1998年1月8日），英国20世纪著名作曲家。

## 生平
蒂皮特出生于伦敦，上中学时才开始接触音乐。1923年-1928年在英国皇家音乐学院学习。早期在第一次世界大战、大萧条等社会背景下深受左翼政治影响。1940年至1951年担任伦敦莫利学院（Morley College）的音乐主任。1943年因反对服兵役被判入狱3个月，他终生坚持和平主义的立场。
此后，他把主要精力放在作曲上，于1945年创作了第一部交响曲后，开始写作第一部歌剧《仲夏结婚》。这些早期作品对他后来的创作有很大影响。60年代开始，他的作品通过录音被广泛传播。1966年封为爵士。1983年获功績勳章。1997年，他在去瑞典斯德哥尔摩主持作品回顾音乐会期间患上肺炎，回到伦敦的家中后于次年初去世。

## 作品
器乐
弦乐四重奏
- String Quartet No. 1（1934-35，改写于1943年）
- String Quartet No. 2 in F sharp（1941-42）
- String Quartet No. 3（1945-46）
- String Quartet No. 4（1977-78）
- String Quartet No. 5（1990-91）

钢琴奏鸣曲
- Piano Sonata No. 1（1936-37，于1942和1954年两次改写），原名Fantasy Sonata
- Piano Sonata No. 2（1962）
- Piano Sonata No. 3（1972-73）
- Piano Sonata No. 4（1983-84）

其它
- Sonata for Four Horns（1955）
- The Blue Guitar（吉他独奏，1982-83）
- Preludio al Vespro di Monteverdi（管风琴独奏，1946）

管弦乐
交响曲
- 第1号交响曲（1944-45）
- 第2号交响曲（1956-57）
- 第3号交响曲（1970-72）
- 第4号交响曲（1976-77）

其它
- Concerto for Double String Orchestra（1938-39）
- Suite in D（为庆祝查理斯王子出生而作，1948）
- Fantasia Concertante on a Theme of Corelli（弦乐，1953）
- Divertimento on Sellinger's Round（室内乐，1953-54）
- Concerto for Orchestra（1962-63）
- The Rose Lake（1991-93）

协奏曲
- Fantasia on a Theme of Handel（钢琴和管弦樂團，1939-41）
- Piano Concerto（1953-55）
- Triple Concerto（小提琴、中提琴、大提琴和管弦樂團，1978-79）

歌剧
- The Midsummer Marriage（《仲夏结婚》，1946-52）
- King Priam（《普里阿摩斯国王》，1958-61）
- The Knot Garden（《烦恼园》，1965-70）
- The Ice Break（《坚冰消融》，1975-76）
- New Year（《新年》，1985-88）

声乐
- A Child of Our Time（《我们时代的孩子》,清唱剧，1939-41）
- Crown of the Year（康塔塔，1958）
- Songs for Ariel（1962）
- The Vision of St Augustine（男中音、合唱队和管弦樂團，1963-65）
- The Shires Suite（管弦樂團和合唱队，1965-70）
- Songs for Dov（1970，与《烦恼园》相关）
- The Mask of Time（清唱剧，1980-82）
- Byzantium（soprano and 管弦樂團，1988-90）